# Tängetjärnen
Tängetjärnen är en sjö i Borås kommun i Västergötland och ingår i Rolfsåns huvudavrinningsområde. Sjön har en area på 0,0687 kvadratkilometer och ligger 224,4 meter över havet.

## Delavrinningsområde
Tängetjärnen ingår i det delavrinningsområde (640633-132219) som SMHI kallar för Mynnar i Viaredssjön. Medelhöjden är 237 meter över havet och ytan är 16,97 kvadratkilometer. Det finns inga avrinningsområden uppströms utan avrinningsområdet är högsta punkten. Vattendraget som avvattnar avrinningsområdet har biflödesordning 3, vilket innebär att vattnet flödar genom totalt 3 vattendrag innan det når havet efter 75 kilometer. Avrinningsområdet består mestadels av skog (52 %). Avrinningsområdet har 4,08 kvadratkilometer vattenytor vilket ger det en sjöprocent på 8,5 %. Bebyggelsen i området täcker en yta av 5,42 kvadratkilometer eller 11 % av avrinningsområdet.